# Youngblood
Youngblood er en amerikansk ungdomsfilm fra 1986 med bl.a. Rob Lowe og Patrick Swayze. Den handler om en ung mand (Rob Lowe) der tager til Canada for at spille professionel ishockey, men man har nogle optagelses principper på sådan nogle ishockeyhold og det får han at smage. Keanu Reeves har desuden en forholdsvis lille rolle i Youngblood.

## Eksterne Henvisninger
- Youngblood på Internet Movie Database (engelsk)
- Youngblood på Filmdatabasen
- Youngblood i Svensk Filmdatabas (svensk)
- Youngblood på AlloCiné (fransk)
- Youngblood på MovieMeter (nederlandsk)
- Youngblood på AllMovie (engelsk)
- Youngblood hos American Film Institute (engelsk)
- Youngblood på Turner Classic Movies (engelsk)
- Youngblood på The Movie Database (engelsk)
- Youngblood på Rotten Tomatoes (engelsk)